# گمه
گمه (به ایتالیایی: Ghemme) یک کومونه در ایتالیا است که در استان نووارا واقع شده‌است.

## خصوصیات
گمه ۲۰٫۵۷ کیلومترمربع مساحت و ۳٬۶۶۸ نفر جمعیت دارد و ۲۴۱ متر بالاتر از سطح دریا واقع شده‌است.